# One Astor Plaza
Le One Astor Plaza est un gratte-ciel de New York, situé à Manhattan sur Times Square, au 1515 Broadway, à hauteur de la 45e Rue. Haut de 227 mètres, comptant 54 étages, ce building achevé en 1972 a été conçu par Der Scutt du cabinet Ely J. Kahn & Jacobs.
Initialement connu sous le nom de W.T. Grant Building, il abrite aujourd'hui le siège de Viacom, mais aussi les studios de la chaîne musicale MTV, le Nokia Theatre Times Square et le Minskoff Theatre, ainsi que des magasins.

## Sous-sol
Le Nokia Theatre, salle de spectacle d'environ 2 000 places, occupe une partie du sous-sol du One Astor Plaza.

## Rez-de-chaussée
Plusieurs magasins se situent au rez-de-chaussée de l'immeuble, notamment une enseigne Billabong, une agence Bank of America et un magasins de souvenirs MTV.

## Premier étage
MTV occupe une partie du premier étage du One Astor Plaza. La chaîne diffuse une de ses émissions les plus connues, Total Request Live, depuis ces studios.

## Deuxième étage
Le Minskoff Theater est un théâtre ouvert en 1973 et qui compte 1 621 places.